# Rainer Haak
Rainer Haak (* 31. Mai 1947 in Hamburg) ist ein deutscher Schriftsteller, Theologe und Aphoristiker. Nach dem Studium der Theologie war er als Gemeinde-Jugendpfarrer tätig. Seit 1990 arbeitet er hauptberuflich als freier Schriftsteller. Bekannt wurde Rainer Haak vor allem als Autor meditativer Geschenkbücher. Seine Werke wurden in zehn Sprachen übersetzt. Die Gesamtauflage seiner Bücher beträgt über neun Millionen. Rainer Haak ist verheiratet und hat zwei Kinder.

## Veröffentlichungen (Auswahl)
- Dir neu begegnen. Gebete. Verlag Katholisches Bibelwerk, Stuttgart 2015, ISBN 978-3-460-27177-7.
- Leise höre ich ihn lachen. Begegnungen mit Jesus. Camino, Stuttgart 2015, ISBN 978-3-460-50015-0.
- Jammerfreie Zone – Die neue Lust AIF  Menschlichkeit. 2007, ISBN 9783501053607.
- Gut, dass es Freunde gibt. Worte für dich, 2006, ISBN 3825633136
- Champagner für die Seele. 2006, ISBN 3451057247.
- Das Glück im Auf und Ab des Lebens, 2005, ISBN 3451056186.
- An jedem Tag ein Lächeln. Lebenszeiten. 2005, ISBN 3825649075.
- Immer noch ein tolles Paar. 2005, ISBN 3825648125.
- Gute Genesung. 2004, ISBN 3451284472.
- Zum Glück gehört die Leichtigkeit. 77 mal JA zum Gelassensein. 2004, ISBN 345128281X.
- Zum Glück gehört Zeit. 2003, ISBN 3451281317.
- Zum Glück gibt's Wunder. 2003, ISBN 3451280493.
- Freunde haben, das ist Glück. 2003, ISBN 3825648028.
- Für dich, weil ich dir gute Besserung wünsche.  2003, ISBN 3825639711.
- Aus der Hoffnung wächst das Leben . 2002, ISBN 3825627837.
- Zum Glück bist du einzigartig. 101-mal Ja zu dir. 2002, ISBN 3451276712.
- Zum Glück gibt's Freude, 2002, ISBN 3451277670.
- ... und freue mich auf jeden Tag. 2001, ISBN 3761548818.
- Zum Glück geht's geradeaus. 101-mal Ja zum Leben. 2000, ISBN 3451278103.
- Gute Wünsche auf den Weg. 1998, ISBN 3825627810.